# Usia tewfiki
Usia tewfiki is een vliegensoort uit de familie van de wolzwevers (Bombyliidae). De wetenschappelijke naam van de soort is voor het eerst geldig gepubliceerd in 1945 door Efflatoun.

## Voorkomen
De soort komt voor in Egypte.